# احساس دهانی

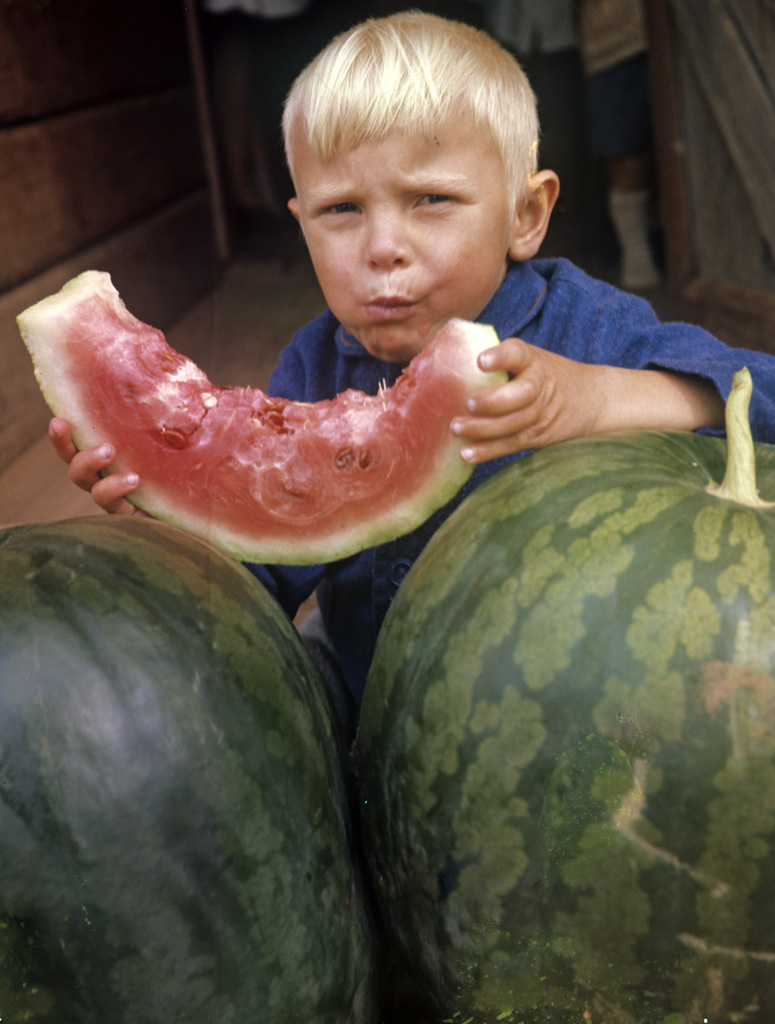
کودکی هندوانه را گاز می‌گیرد و حسی مانند آب‌دار بودن را تجربه می‌کند.

احساس دهانی (به انگلیسی: Mouthfeel) به احساسات فیزیکی در دهان ناشی از خوراک یا نوشیدنی اشاره دارد که آن را از طعم متمایز می‌کند. این یک ویژگی حسی اساسی است که همراه با طعم و بو، طعم کلی یک ماده غذایی را تعیین می‌کند. احساس دهانی گاهی به عنوان بافتار نیز نامیده می‌شود.
این در بسیاری از زمینه‌های مربوط به آزمایش و ارزیابی مواد غذایی، مانند طعم شراب و رئولوژی غذا استفاده می‌شود. از درک اولیه روی کام تا نخستین لقمه، از طریق جویدن تا بلع و مزه‌مزه ارزیابی می‌شود. به عنوان مثال، در مزه کردن شراب، احساس دهانی معمولاً با یک اصلاح‌کننده (بزرگ، شیرین، تاننی، جویدنی و غیره) برای حس عمومی شراب در دهان استفاده می‌شود. پژوهش‌ها نشان می‌دهد که بافت و حس دهانی نیز می‌تواند بر سیری تأثیر بگذارد و تأثیر گران‌روی بسیار مهم است.
احساس دهانی اغلب به فعالیت آبی محصول مربوط می‌شود - محصولات سخت یا ترد دارای فعالیت آبی کمتر و محصولات نرم دارای فعالیت آبی متوسط تا زیاد هستند.